# Conradin Kreutzer
Conradin Kreutzer (Messkirch, Baden, 22 de noviembre de 1780 - Riga, Letonia, 14 de diciembre de 1849) fue un pianista, cantante y compositor romántico alemán. Sus obras más conocidas son Das Nachtlager in Granada y Der Verschwender.
Después de haberse dado a conocer ventajosamente como un pianista y cantante, se consagró al estudio de la composición con el famoso Johann Georg Albrechtsberger, en Viena, estrenando en Stuttgart el año 1812 su primera ópera Conradin von Schwaben.
El gran éxito logrado con esta obra le reportó rápido renombre, siendo nombrado entonces maestro de capilla del rey de Wurtemberg. Volvió a Viena el año 1822, donde continuó de manera brillante su carrera de compositor dramático, llevando a escena hasta 30 óperas, de las que se pueden considerar como dignas de especial mención Das Nachtlager in Granada y Der Verschwender (1834), que figuraron a lo largo de muchos años en el repertorio clásico alemán.
También compuso lieder, música de cámara y sacra y dentro de esta el oratorio Die Sendung Mosis.

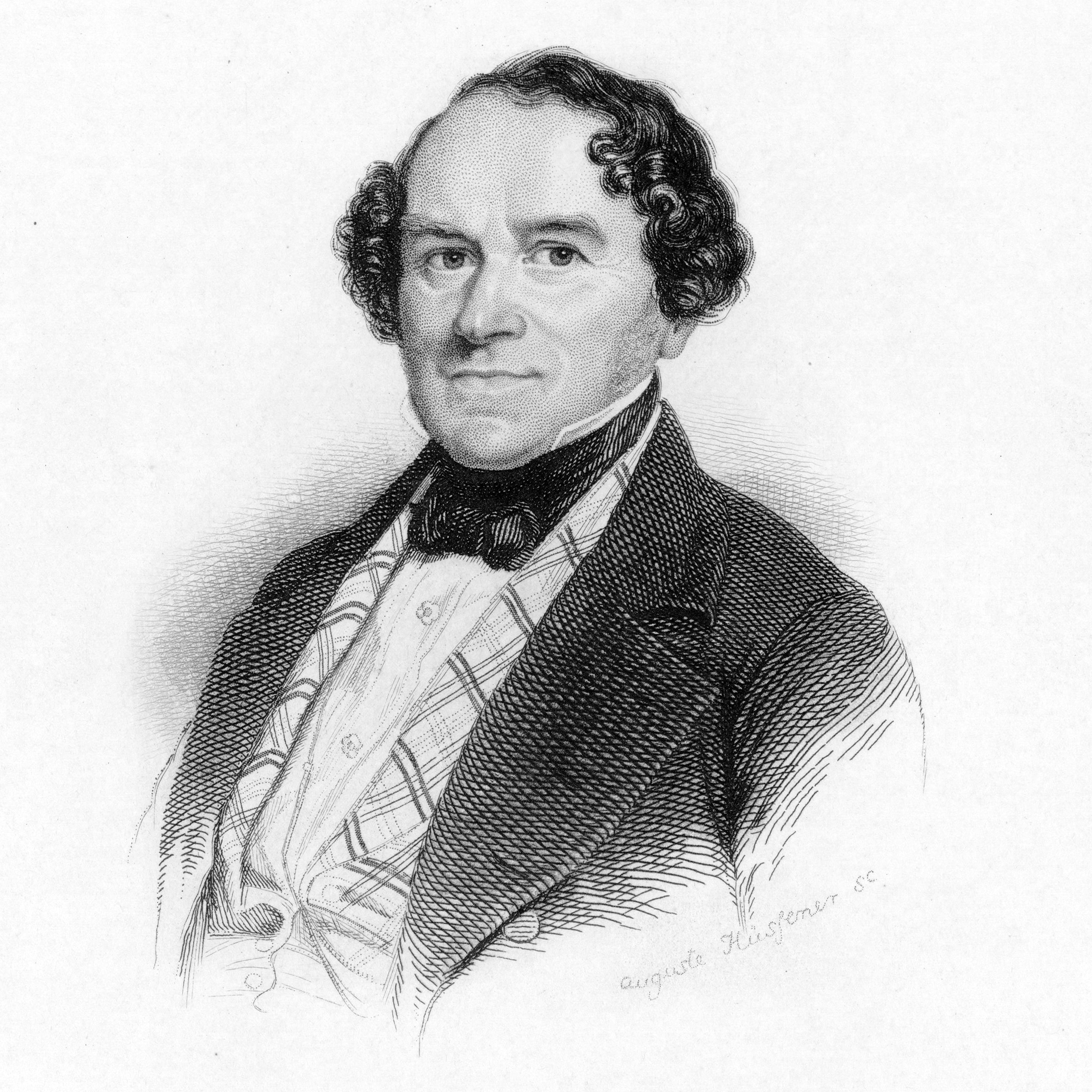
Conradin Kreutzer (A. Hüssener).
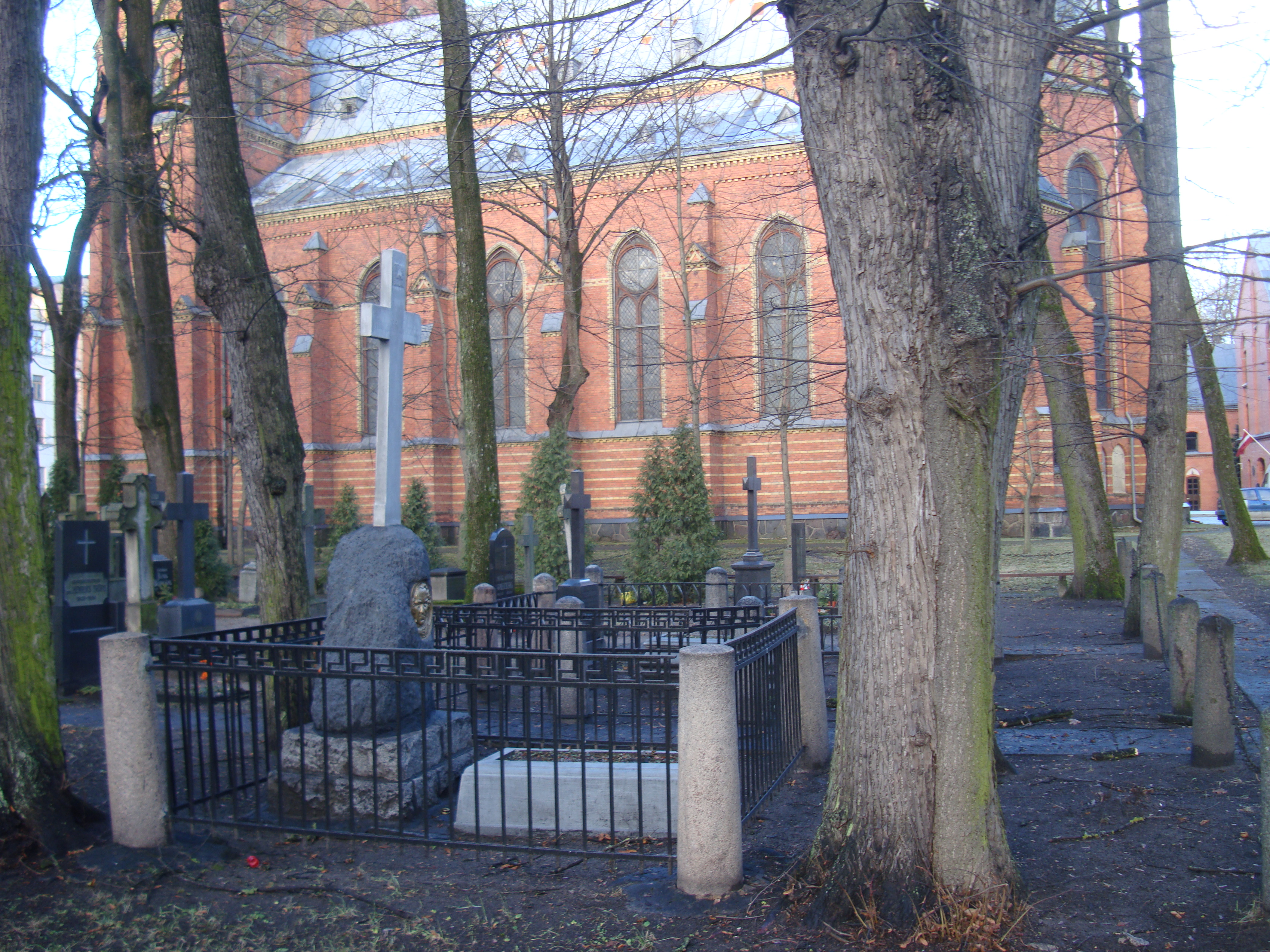
Konradīna Kreicera kaps 2014. gada 14. decembrī.
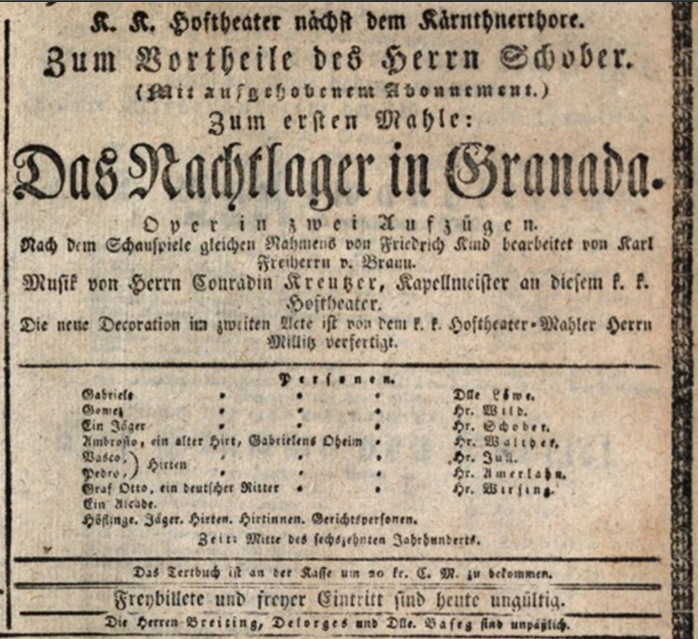
Cartel de la ópera Das Nachtlager von Granada. Año 1834.
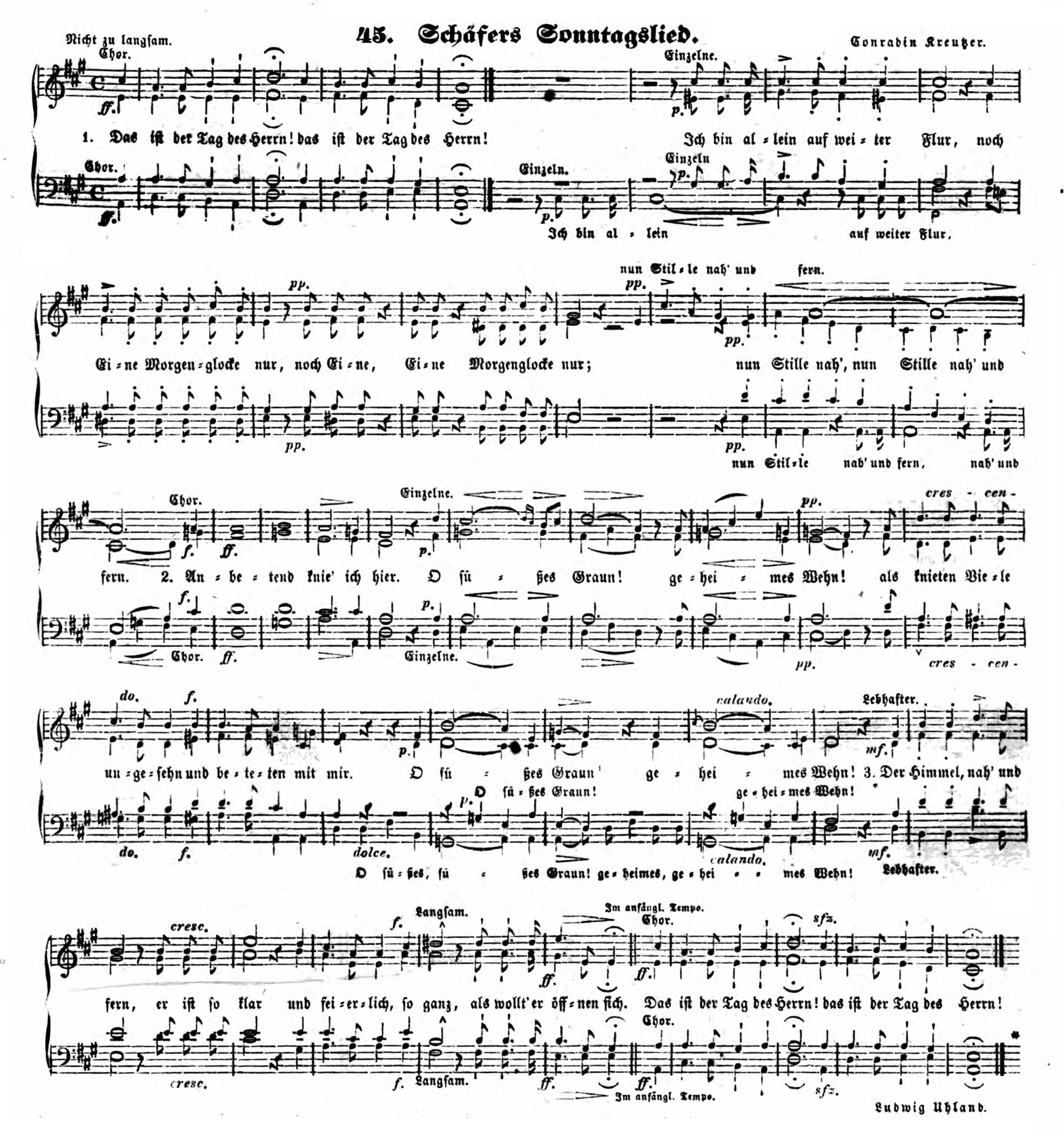
Schäfers Sonntagslied (Canción pastoral dominical).(1857).
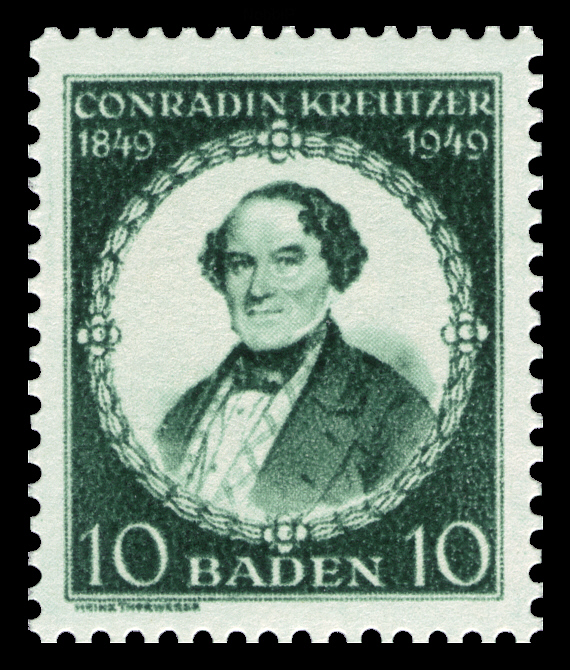
Sello conmemorativo del centenario de la muerte de Conradin Kreutzer.